# A-SOUL
A-SOUL是由乐华娱乐与字节跳动共同推出的虚拟偶像团体，成员起初由五名角色组成，向晚（Ava）、贝拉（Bella）、珈乐（Carol）、嘉然（Diana）和乃琳（Eileen）。其中，珈乐、向晚因幕后扮演者解约而停止活动，但珈乐本身则不退出团体。团体主要活动有直播、歌舞、短视频拍摄等。

## 历史
2020年11月23日，乐华娱乐发布了虚拟偶像女团A-SOUL的宣传PV。12月2日，发布了首支MV《Quiet》。A-SOUL在出道之后，在绝大部分网络用户中引发争议。很多人在A-SOUL的宣传PV的弹幕和评论中表达不满，使用“差不多得了”等网络用语对A-SOUL的出道进行批评。12月11日，在抖音平台进行了第一场团体线上直播。。12月12日，A-SOUL的团员嘉然在哔哩哔哩进行了首次个人直播，得到了不错的反响。之后A-SOUL人气逐渐升高。2021年4月30日，发布第二张单曲《超级敏感》，正式开启第二张单曲的宣传活动 。2021年12月17日，发布第三张单曲《传说的世界》。2021年10月15日，参加《抖音美好奇妙夜》。 2022年1月31日，参加bilibili的虎年拜年纪并发布虎年贺岁单曲《除夕》。2022年5月10日，制作委员会宣布成员珈乐将进行“休眠”（中止活动），并引发后续相关风波。2022年6月17日，与字节旗下的虚拟现实品牌Pico合作推出A-SOUL的虚拟现实内容。
A-SOUL的粉丝也聚集了中文互联网世界多种类型的亚文化群体。目前A-SOUL已入驻新浪微博、抖音和哔哩哔哩平台。其中主要在哔哩哔哩和抖音进行直播活动。A-SOUL的形象版权由字节跳动旗下附属企业杭州看潮（全名：杭州看潮信息咨询有限公司）持有。由字节跳动的游戏部门朝夕光年提供技术支持和负责后续运营。
2024年4月19日，A-SOUL运营团队枝江娱乐宣布A-SOUL在内的虚拟偶像IP版权由字节跳动出售给合作方乐华娱乐，运营方也将从朝夕光年改为乐华，同时宣布向晚中之人选择不与乐华签署新合约，向晚将无限期停止活动。

## 成员

### 向晚
向晚是A-SOUL中的Gamer担当，設定年齡為18歲，生日是6月12日，双子座。粉丝名是顶碗人。2024年4月19日，官方宣布向晚将无限期停止活动。

### 贝拉
贝拉是A-SOUL的队长，设定年龄为19岁，生日是7月17日，血型为A型血，星座是巨蟹座。贝拉是队内的舞蹈担当，曾学过芭蕾。贝拉曾给出117首舞蹈歌曲给粉丝挑选。粉丝名是贝极星。

### 珈乐
珈乐是A-SOUL中的Vocal担当，亦擅长跳舞，软妹小狼王，设定年龄为19岁，生日是11月2日，天蝎座。粉丝名是皇珈骑士。2022年5月10日由官方宣布进入“直播休眠”，5月14日其中之人被提前解约。

### 嘉然
嘉然是A-SOUL的“吃貨可爱小恶魔担当”，设定年龄为18岁，生日是3月7日，星座是双鱼座。嘉然擅长技能为宅舞和你画我猜绘画。粉丝名是嘉心糖。

### 乃琳
乃琳是A-SOUL中的“御姐”，设定年龄为19岁，生日是8月8日，狮子座。乃琳常在团播中担任主持角色。粉丝名是奶淇琳。

## 音乐作品
| 时间           | 歌名                        | 作词         | 作曲                                   | 编曲                            | 演唱者                       | 备注                       |
| -------------- | --------------------------- | ------------ | -------------------------------------- | ------------------------------- | ---------------------------- | -------------------------- |
| 2020年12月2日  | 《Quiet》                   | 占逸君       | Drew Ryan Scott、 Masanori Takumi      | MASA（Masanori Takumi）         | 向晚、贝拉、珈乐、嘉然、乃琳 | A-SOUL发布的首个单曲       |
| 2021年4月17日  | 《Hopeful Dreamer》         | 田纳         | 贤一                                   | 贤一                            | 嘉然、中国绊爱               | 该歌曲另有嘉然独唱版本。   |
| 2021年4月30日  | 《超级敏感》                | 赖宛均       | Johnny Chao、 黄柏勋                   | 任中强                          | 向晚、贝拉、珈乐、嘉然、乃琳 | A-SOUL的第二支团曲         |
| 2021年7月3日   | 《Secret Player》           | 赵壹         | S.M.O                                  | S.M.O                           | 向晚                         | 向晚的个人单曲，           |
| 2021年9月25日  | 《Shiny Dancer》            | 赵壹         | Daniel Kim、AZODi、 Jessica Pierpoint  | Daniel Kim、AZODi               | 贝拉                         | 贝拉的个人单曲             |
| 2021年11月5日  | 《魂然天成》                | 子夜守       | 小欧                                   | 小欧                            | 向晚、贝拉、珈乐、嘉然、乃琳 | A-SOUL与欧莱雅男士的工商曲 |
| 2021年12月16日 | 《传说的世界》              | 方文山       | 许嵩                                   | Adam Lee                        | 向晚、贝拉、珈乐、嘉然、乃琳 | A-SOUL的第三支团曲         |
| 2022年1月14日  | 《Sweet Counter》           | 魏妙如       | 舒涵、魏妙如                           | 舒涵                            | 乃琳                         | 乃琳的个人单曲             |
| 2022年1月31日  | 《除夕》                    | 音阙诗听     | 殇小谨                                 | 于瑾                            | 向晚、贝拉、珈乐、嘉然、乃琳 | 虎年贺岁单曲               |
| 2022年4月22日  | 《Wandering Singer》        | 赵壹         | Koji Shinnai                           | Koji Shinnai                    | 珈乐                         | 珈乐的个人单曲             |
| 2022年12月12日 | 《Re-sonance》              | 赵素冰、苏恪 | JN Sound Team                          | 君乘舟                          | 向晚、贝拉、嘉然、乃琳       | A-SOUL首张EP团曲           |
| 2022年12月12日 | 《DA DA》                   | 赵素冰       | 胡臻koshin/Gyo-Ryeong Kim/Ji-Yeon Baek | 胡臻koshin/君乘舟@JN Sound Team | 向晚、嘉然                   | 雙人曲                     |
| 2022年12月12日 | 《練習心事》                | 赵素冰       | 胡臻koshin/Gyo-Ryeong Kim/Ji-Yeon Baek | 胡臻koshin/君乘舟@JN Sound Team | 贝拉、乃琳                   | 雙人曲                     |
| 2023年12月11日 | 《綻放Bloom》               | 赵素冰       | JAYDOPE/TRAYE/Stella Jones             | JAYDOPE/TRAYE/君乘舟（弦樂）    | 向晚、贝拉、嘉然、乃琳       | 繼Re-sonance 續作          |
| 2023年12月11日 | 《風與花》                  | 赵素冰       | 胡臻                                   | 胡臻/老孫（弦樂）               | 向晚、乃琳                   | 雙人曲                     |
| 2023年12月11日 | 《蓓蕾》                    | 赵素冰       | 胡臻                                   | 胡臻/老孫（弦樂）               | 贝拉、嘉然                   | 雙人曲                     |
| 2024年6月28日  | 《帝江》                    | 公子无央     | 寒觞xxls                               | 纪粹希                          | 嘉然                         | 嘉然第二首個人單曲         |
| 2024年10月12日 | 《我以灵魂注视你的心》      | 江灯雨       | SHIMA/ARMY CooKie                      | SHIMA/ARMY CooKie               | 贝拉                         | 贝拉第二首個人單曲         |
| 2024年12月22日 | 《Snow Dancing》            | 邵文文       | 谢志宏                                 | 李国雄                          | 贝拉、嘉然、乃琳             | 四周年紀念單曲             |
| 2024年12月22日 | 《周末出逃计划》            | 江涯子       | 林子零                                 | season                          | 嘉然、乃琳                   | 雙人曲                     |
| 2024年12月25日 | 《掌中之吻》                | 江涯子       | 林子零                                 | 潘舒桦                          | 乃琳                         | 乃琳第二首個人單曲         |
| 2025年4月1日   | 《请快乐！HA！HA！HAPPY！》 | 邬拉         | 高嘉欣                                 | 高嘉欣                          | 嘉然                         | 嘉然第三首個人單曲         |

## 活动

### 2021年
- 第26届萤火虫动漫游戏嘉年华 广州站（5月1日，广州琶洲·保利世贸博览馆[27]）
- Bilibili World 2021（7月9日-7月11日，上海·国家会展中心[28]）
- Bilibili Macro Link-Visual Release 2021（7月9日，上海·梅赛德斯奔驰文化中心[29]）
- 乐华12周年家族演唱会（7月17日，苏州·苏州奥林比克体育中心体育馆[30]）
- 2021 抖音美好奇妙日与夜（10月15日-10月16日[31]）

## 珈乐中止活动事件
珈乐Carol是A-SOUL的主唱，据报道，她在2021年的一个月内便创造了200万元人民币的营收。2022年5月，A-SOUL宣布珈乐“直播休眠”（终止绝大部分活动）。这一公告引发了争议。有粉丝称，珈乐的中之人曾抱怨自己受到了欺凌、工作强度过大，且报酬低。A-SOUL否认了这些说法，并称其获得了直播收入的10%。

## 向晚中止活动事件
2024年4月19日，A-SOUL运营团队枝江娱乐宣布，乐华娱乐完成了对其母公司朝夕光年的收购，并与中之人重新洽谈了合同，但向晚本人无意在从事虚拟偶像的相关工作。当日，向晚发布动态，向其他成员告别，宣布离开。

## 外部連結
- A-SOUL的新浪微博
- A-SOUL在YouTube上开设的频道 （页面存档备份，存于）
- A-SOUL哔哩哔哩账号 （页面存档备份，存于）
- 贝拉Bella哔哩哔哩账号 （页面存档备份，存于）
- 嘉然Diana哔哩哔哩账号 （页面存档备份，存于）
- 乃琳Eileen哔哩哔哩账号 （页面存档备份，存于）
- 珈乐Carol哔哩哔哩账号 （页面存档备份，存于）
- 向晚Ava哔哩哔哩账号 （页面存档备份，存于）